# Plerodia
Plerodia is een kevergeslacht uit de familie van de boktorren (Cerambycidae). De wetenschappelijke naam van het geslacht werd voor het eerst geldig gepubliceerd in 1868 door Thomson.

## Soorten
Plerodia omvat de volgende soorten:
- Plerodia singularis Thomson, 1868
- Plerodia syrinx (Bates, 1865)